# Felvidék fazekasközpontjai
A Felvidék fazekasságát vizsgálva két fontos tényt említhetünk:
A kitűnő tűzálló föld megléte (Gömörben), másrészt az ecsetes díszítésmód elterjedése, és az, hogy az íróka (szaru) itt lényegesen kevesebb szerepet kapott a dekorálásban, mint a Kárpát-medence más területein. A harmadik, áttételesebb elem a cseh-morva határszélen dolgozó habán fazekasok működése, ami talán az ecsethasználat domináns voltát is előidézte. Maguk a habán termékek és a gömöri tűzálló edények hatalmas távolságokra eljutottak és messze a régión kívül is keresték és kedvelték őket.

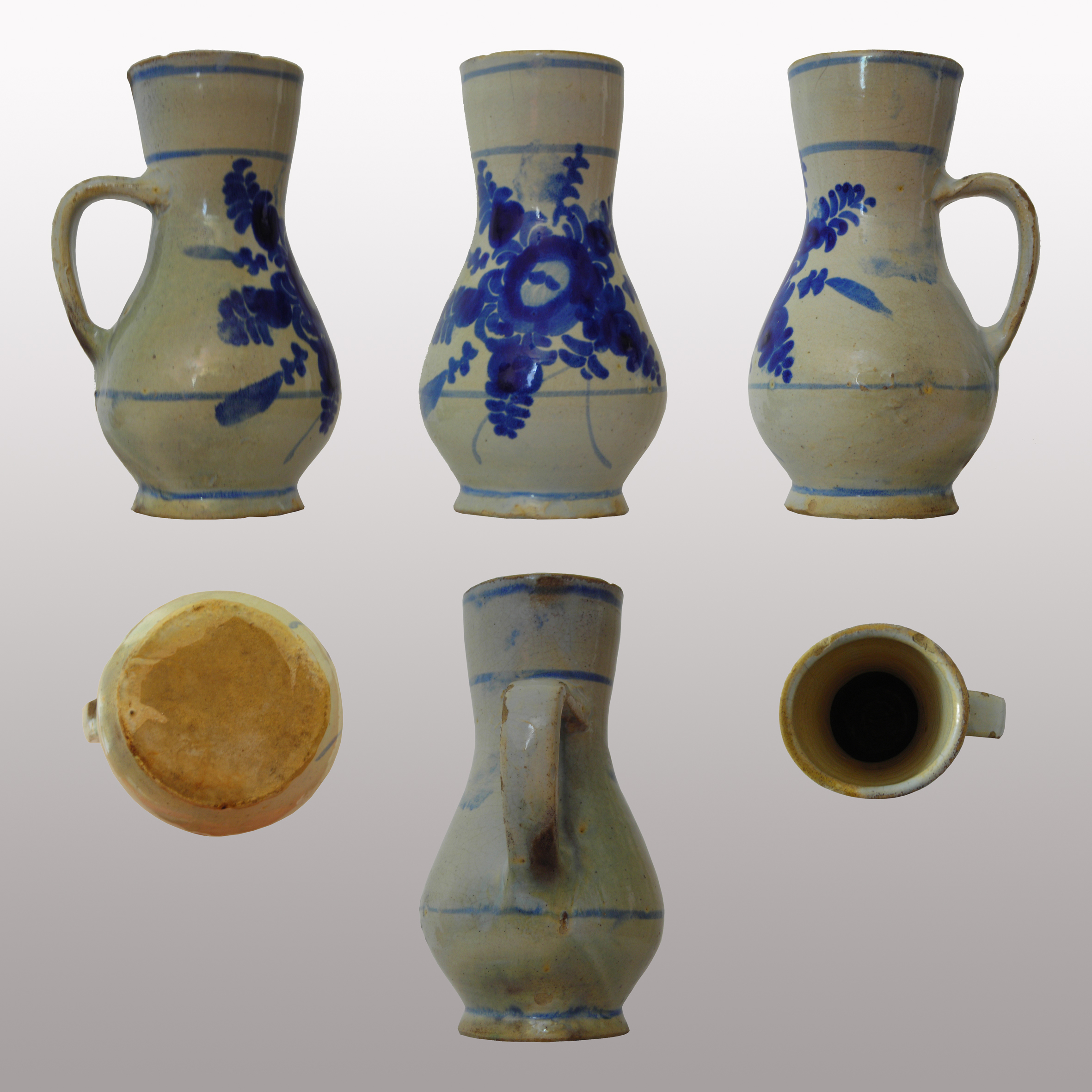
Felvidéki poszthabán, ónmázas bokály 18-19. század. Mérete: magasság: 20 cm, talp átmérő: 8 cm, száj átmérő: 7,5-8 cm Dr.Schwarz-Eggenhofer Artúr hagyatékából való.

## Deresk
Híres fazekasfalu, ahol a helyszínen tekinthető meg a különböző cserépedények készítése és a fazekasok műhelyei.

## Fazekaszsaluzsány
Régen Kishont vármegyéhez tartozott. Földesurai a Jánoky és Jákffy családok voltak.
Mint magyar neve is utal rá, nevezetes fazekasfalu volt, lakói hajdan főleg tűzálló tégla és cserép készítésével foglalkoztak.
Vályi András szerint "Fazekas Zalusány. Tót falu Kis Hont Várm. földes Urai több Urak, lakosai katolikusok, fekszik Szuha patakja mellett, Nagy Szuhajnak filiája; határos Pongyelokkal, és Osgyánnal is; földgye 3 nyomásbéli, mindenféle gabonát megterem, réttye jó, erdeje nints, lakosai jó fazekasok, és téglavetők."
Fényes Elek szerint "Zaluzsány (Fazekas-), Gömör-Kis-Honth vm. magyar falu, Nógrád vmegye szélén: 590 kath., 73 evang. lak., kik tótul is egyformán beszélnek. Sok fazekas. A rahói urak birják. Ut. p. Rimaszombat."
1910-ben 864, többségben szlovák lakosa volt, jelentős magyar kisebbséggel. A trianoni békeszerződésig Gömör-Kishont vármegye Rimaszombati járásához tartozott. A háború után mezőgazdasági jellegű település volt jelentős fazekasiparral.

## Gice
1828-ban 76 háza és 551 lakosa volt a községnek, akik mezőgazdasággal, mészégetéssel, fazekassággal foglalkoztak.
Vályi András szerint "GICZE. Hutzim. Magyar falu Gömör Vármegyében, birtokosai Fáy, és több Urak, lakosai katolikusok, de több reformátusok, fekszik Süvethének szomszédságában, mellynek filiája, Pelsőtztöl fél mértföldnyire, Jolsvához pedig két órányira, lakosai nevezetes fejér pípákat, és jó tserép edényeket készítenek. Földgye jó, legelője elég, fája mind a’ két féle, malma helyben, piatzozásai közel, gyümöltsös kerttyei a’ házaknál, szenet, és meszet is égetnek, ’s mivel a’ vas hámoroknak szomszédságában vannak, el is adhattyák, első Osztálybéli."
Fényes Elek szerint "Gicze, (Hudeyn), magyar falu, Gömör és Kis-Honth egyesült vmegyékben, Jolsvához délre 3 órányira: 168 kath., 374 ref., 95 evang. lak. Ref. anyaekklézsia. Határa termékeny; erdeje, sok gyümölcse van; cserépedényt s meszet éget. F. u. többen. Ut. p. Rozsnyó."

## Jolsva
Fényes Elek szerint „Jolsva, (Eltsch, Alnovia, Gallsova), szabadalmas tót mv., Gömör és Kis-Honth egyesült vgyékben, Rozsnyóhoz nyugotra 2 mfldnyire: 1060 kath., 3015 evang. lak., kath. és evang. szentegyházakkal s oskolákkal. A h. Coburg régi kastélya csaknem egészen márványból épült. Határának nagyobb része hegyes; szántóföldjei középszerüek s nem elegendők; rétjei a völgyekben jók, de a Jolsva partjain fekvők gyakran elöntetnek; erdeje mindig kevesbedik, s már nagy részt a hegyek oldalait erdők helyett csak bokrosok fedik; gyümölcsös kertjei nagyon szépek, s a legválogatottabb fajokkal dicsekedhetnek, különösen cseresznyéjök egész erdővel van s híres jóságu. Egyébiránt kézmivességből és kereskedésből több ember él itt, mint földmivelésből. Nevezetesen kézmivesek csak 600-on felül vannak, s ezek közt számos timár (ezek híres bőrt készitnek), fazekas, harangmives, posztó- és guba-csináló találtatik. F. u. h. Coburg.
”

## Lice
1828-ban 120 házában 833 lakos élt.
Lakói mezőgazdasággal, bányászattal, szénégetéssel, fazekassággal, fuvarozással foglalkoztak.
Vályi András szerint "LICZE. Liczine. Magyar és tót falu Gömör Várm. földes Ura G. Csáky Uraság, lakosai katolikusok, fekszik Giczének szomszédságában, határja meg lehetős termékenységű, legelője elég, fája van mind a’ két féle, piatzozása közel, meszet, és szenet is égetnek, tserép edényekkel is kereskednek."

## Melléte
Ma is állnak jellegzetes 19. századi kőházai, fazekasműhelyekkel és gazdasági épületekkel.

## Modor
Fényes Elek szerint „Házai ó izlés szerint vannak épitve. Van jeles r. kath., és 2 ágostai temploma, ágostai gymnasiuma. – Külvárost hármat számlál, ide nem értve Királyfalvát. Népessége 4500 lélek, közel fele katholikus, fele ágostai hitü, s nyelvre nézve 2/3 tótok, 1/3 németek. – Számos kézmüvesei közt a posztósok, fazekasok és bodnárok érdemelnek különösen emlitést; s az utóbbiak apró sörös hordóikat Posonba is lehordják.”

## Ószombat
A rajnavidéki eretnek hitű habán szekta a 16. század középén telepedett le a környéken. Emléküket őrzi az 1620-ban alapított Habán-udvar a községházával, a malommal és a kápolnával. Lakói pásztorok, földművesek voltak, akik gyümölcs és zöldségtermesztéssel foglalkoztak. Virágzott a habán kézművesipar is, molnárok, takácsok, mészárosok, pékek, cipészek, szűcsök, késesek, szabók és mind a mai napig fazekasok és keramikusok működtek a településen. 1700-ban a berencsi uradalomban elsőként megalakult az ószombati céhek egyesülése. 1770-ben Nyári gróf manufaktúrát alapított itt. Híresek voltak vásárai, melyeket még Mátyás király engedélyezett, növekedett a kocsmárosok, kereskedők számai is. 1831-ben 4854 lakosa volt Ószombatnak. A habánok itt alakították meg Európa második gazdasági hitelintézetét 1845-ben.
Fényes Elek szerint „Szobotiszt, vegyes tót-német m. v. Nyitra vmegyében, N.-Szombathoz 5 mfdnyire: 640 kath., 2070 evang., 520 zsidó lak. – Hegyek közt s némelly halmokon 58 kath., 1127 evang. lak. Az ugy nevezett Labánok egy különös külvároson együtt laknak, s maradékai azon német anabaptistáknak, kik a mult században katholikusokká tétettek. Isteni tiszteletöket német nyelven különös kápolnában tartják, papjokat magok fizetik; egyébiránt igen ügyes fazekasok és kés-csinálók; valamint hires házfedélcsinálók mellyet agyaggal kevert szalmából szoktak össze szerkeztetni s tüz ellen ez tökéletes bátorságot ád.”

## Stomfa
1968-ban nyitották meg Stomfán a Ferdiš Kostka Múzeumot Kostka szülőházában, ahol ez a jelentős keramikus élt és alkotott, illetve az ún. brenhausban, ahol egy habán fazekasmester műhelyét és boltját tekinthetjük meg. Egy nagyobb helyiségben a régi habán égetőkemence is fennmaradt.